# Euphorbia fraseri
Euphorbia fraseri es una especie fanerógama perteneciente a la familia de las euforbiáceas.  Es originaria de  Ecuador.

## Taxonomía
Euphorbia fraseri fue descrita por  Pierre Edmond Boissier y publicado en Prodromus Systematis Naturalis Regni Vegetabilis 15(2): 55. 1862.
Etimología
Euphorbia: nombre genérico que deriva del médico griego del rey Juba II de Mauritania (52 a 50 a. C. - 23), Euphorbus, en su honor – o en alusión a su gran vientre –  ya que usaba médicamente Euphorbia resinifera. En 1753 Carlos Linneo asignó el nombre a todo el género.
fraseri: epíteto otorgado  en honor del zoólogo y colector de plantas inglés Louis Fraser (1810-1866).